# アムルム島
アムルム島 (Amrum) は、ドイツ北部シュレースヴィヒ＝ホルシュタイン州の西部にある島。北フリジア諸島に属し、雑踏の無い静かな観光地として域内でもトップレベルと評される。
面積は20.46平方キロメートルで、ドイツで10番目に大きな島である。西岸が砂浜で、幅1.5キロメートル、長さ10キロメートルという規模であり、島の最大幅が2.5キロメートルであることと比較すると、島のかなりの部分を砂浜が占めるといえる。主要な町はヴィットデュン。ダーゲビュルから船便がある。干潮時は隣のフェール島と繋がり、徒歩で移動することも可能。